# 佐藤志乃
佐藤 志乃（さとう しの、1968年 - ）は、日本の美術史学者。

## 略歴
筑波大学大学院芸術学研究科博士課程修了、2001年「朦朧体についての研究 菱田春草の作品を中心に」で博士（藝術学）。公益財団法人横山大観記念館学芸員、東京都立大学非常勤講師、大東文化大学東洋研究所兼任研究員。2014年『「朦朧」の時代　大観、春草らと近代日本画の成立』で芸術選奨新人賞受賞。

## 著書
- 『「朦朧」の時代　大観、春草らと近代日本画の成立』人文書院、2013
- 『横山大観ARTBOX』講談社、2018
- 『バンカラの時代―大観、未醒らと日本画成立の背景』人文書院 2018

## 論文
- ＜佐藤志乃